# 1952 في المملكة المتحدة
فيما يلي قوائم الأحداث التي وقعت خلال عام 1952 في المملكة المتحدة.

## أحداث
- 5 ديسمبر – الضبخان الكبير في 1952

## سياسة

### تعيين في المنصب
- 6 فبراير – إليزابيث الثانية عاهل المملكة المتحدة [الإنجليزية]‏.

### انتهاء فترة المنصب
- 1 يناير – ستيوارت منزيس رئيس جهاز المخابرات السرية.
- 6 فبراير – جورج السادس ملك المملكة المتحدة عاهل المملكة المتحدة [الإنجليزية]‏.
- 1 مارس – ونستون تشرشل وزير الدفاع [الإنجليزية]‏.

## رياضة
- 1 يناير – بطولة ويمبلدون 1952
- 19 يوليو – جائزة بريطانيا الكبرى 1952 الفائز البرتو اسكاري.

## ظهور
- 1 يناير – الابنة هي الابنة رواية من تأليف أجاثا كريستي.
- 1 يناير – راكون

## أفلام
من الأفلام التي صدرت هذه السنة في المملكة المتحدة:
- 1 يناير – حاجز الصوت من إخراج ديفيد لين.
- 1 يناير – مولان روج من إخراج جون هيوستن.

## كتب
من الكتب التي صدرت هذه السنة في المملكة المتحدة:
- 1 يناير – الابنة هي الابنة من تأليف أجاثا كريستي.
- 1 يناير – المسيحية المجردة من تأليف سي. إس. لويس.
- 1 يناير – خداع المرايا من تأليف أجاثا كريستي.
- 1 يناير – موت السيدة ماغنتي من تأليف أجاثا كريستي.

## مواليد

### يناير
- 1 يناير – نايجل رودجرز كاتب بريطاني.

### فبراير
- 16 فبراير – جون فيفير لاعب كرة مضرب بريطاني.
- 17 فبراير – غاري شوك ممثل كندي.
- 18 فبراير – مارتن تايلور رياضياتي بريطاني.
- 25 فبراير – جوي دنلوب متسابق دراجات نارية من المملكة المتحدة.

### مارس
- 1 مارس – مارتن أونيل
- 5 مارس – كيث كينيدي لاعب كرة قدم إنجليزي.
- 11 مارس – دوغلاس آدمز كاتب إنجليزي فكاهي.

### أبريل
- 2 أبريل – ديفي لارمور
- 4 أبريل – غاري مور
- 5 أبريل – دنيس مورتيمر لاعب ومدرب كرة قدم إنجليزي.
- 19 أبريل – لاري بول
- 29 أبريل – ديفيد آيك لاعب كرة قدم إنجليزي.

### مايو
- 11 مايو – فرانسيس فيشر

### يونيو
- 4 يونيو – باري سميث
- 7 يونيو – ليام نيسون ممثل إنجليزي.
- 26 يونيو – غوردون مكوين لاعب كرة قدم اسكتلندي.

### يوليو
- 6 يوليو – هيلاري مانتل كاتبة بريطانية.
- 27 يوليو – روبن فيرادي لاعب كرة قدم إنجليزي.
- 29 يوليو – جو جونسون

### سبتمبر
- 18 سبتمبر – روبن درايسدال لاعب كرة مضرب بريطاني.
- 25 سبتمبر – راي كلارك لاعب كرة قدم إنجليزي.
- 26 سبتمبر – جورج وود لاعب كرة قدم اسكتلندي.

### أكتوبر
- 5 أكتوبر – كليف باركر
- 9 أكتوبر – شارون أوزبورن
- 25 أكتوبر – ويندي هول
- 26 أكتوبر – آرثر غراهام لاعب كرة قدم اسكتلندي.
- 28 أكتوبر – إيان أوزبورن لاعب كرة قدم إنجليزي.

### نوفمبر
- 5 نوفمبر – هيلين بنديكت
- 9 نوفمبر – جاك زوستاك
- 18 نوفمبر – ديلروي ليندو ممثل إنجليزي.
- 26 نوفمبر – جوليان تمبل
- 29 نوفمبر – جون دي بارو

### ديسمبر
- 12 ديسمبر – سارة دوغلاس ممثلة بريطانية.
- 12 ديسمبر - هيلين دنمور، روائية وشاعرة بريطانية.
- 20 ديسمبر – جنيفر آن أغوتر
- 31 ديسمبر – تيم بالمر

## وفيات

### يناير
- 1 يناير – جيمس أبوت (مواليد 1892) لاعب كرة قدم إنجليزي.
- 9 يناير – روث ونش (مواليد 1870) لاعبة كرة مضرب بريطانية.

### فبراير
- 4 فبراير – لويز دي أورليان، أميرة بافاريا (مواليد 1869)
- 6 فبراير – جورج السادس ملك المملكة المتحدة (مواليد 1895) والد الملكة اليزابيث.

### مارس
- 4 مارس – تشارلز شرينغتون (مواليد 1857)

### أبريل
- 2 أبريل – هنري بريدهام ويبل (مواليد 1885) قائد عسكري من المملكة المتحدة.
- 5 أبريل – أغنيس مورتون (مواليد 1872) لاعبة كرة مضرب من المملكة المتحدة.
- 18 أبريل – ليو سميث (مواليد 1881)

### يوليو
- 31 يوليو – جون تشانسلور (مواليد 1870) مهندس من المملكة المتحدة.

### أكتوبر
- 20 أكتوبر – فيليب والسينغهام سرجانت (مواليد 1872)
- 28 أكتوبر – بيلي هيوز (مواليد 1862)

### نوفمبر
- 22 نوفمبر – تيد مورغان (مواليد 1906) ملاكم نيوزيلندي.

### ديسمبر
- 28 ديسمبر – ديك راي (مواليد 1876) لاعب كرة قدم.